# Anaconda (Kings Dominion)
Anaconda in Kings Dominion (Doswell, Virginia, USA) war eine Stahlachterbahn vom Modell Custom Looping Coaster des Herstellers Arrow Dynamics, die am 23. März 1991 eröffnet und am 3. November 2024 geschlossen wurde. Sie wurde von Ron Toomer konstruiert; war eine von vielen Arrow Looping-Achterbahnen, die in den 1990ern gebaut wurden und war die erste Achterbahn von Kings Dominion mit mehr als einer Inversion. Außerdem war sie die erste Achterbahn mit einem Tunnel unter Wasser.

## Geschichte
Nachdem die Achterbahn King Kobra und Lion Country Safari entfernt wurden, hatten Lake Charles und der heutige Congo-Bereich des Parks große Mengen an Fläche frei und Shockwave wurde die einzige Achterbahn mit Inversionen des Parks. Die Bauarbeiten für Anaconda begannen Ende 1990. Der Lifthill-Teil wurde auf der früheren Stelle von King Kobra gebaut, einem per Schwungrad beschleunigten Shuttle Coaster. Anaconda eröffnete am 2. März 1990. 1993 wurde die Hälfte des Lake Charles gefüllt um Platz zu schaffen für den Hurricane Reef Wasserpark, der heute als WaterWorks bekannt ist. Im Frühjahr 2006 eröffnete in der Nähe von Anaconda die Achterbahn Backlot Stunt Coaster.

## Züge
Anaconda besaß zwei Züge mit jeweils sieben Wagen. In jedem Wagen konnten vier Personen (zwei Reihen à zwei Personen) Platz nehmen. Als Rückhaltesystem kamen Schulterbügel zum Einsatz. Die Fahrgäste mussten mindestens 1,22 m groß sein, um mitfahren zu dürfen.